# Horsö-Värsnäs
Horsö-Värsnäs este o arie protejată (arie specială de conservare — SAC, sit de importanță comunitară — SCI) din Suedia întinsă pe o suprafață de 471,5 ha, integral pe uscat.

## Localizare
Centrul sitului Horsö-Värsnäs este situat la coordonatele 56°43′47″N 16°21′51″E / 56.7298°N 16.3643°E.

## Înființare
Situl Horsö-Värsnäs a fost declarat sit de importanță comunitară în decembrie 1998 pentru a proteja 1 specie de animale. Situl a fost protejat și ca arie specială de conservare în martie 2011.

## Biodiversitate
Situată în ecoregiunile boreală și marină baltică, aria protejată conține 8 habitate naturale: Taiga vestică, Recifuri, Lagune de coastă, Insulițe și insule mici din Baltica boreală, Pășuni de coastă din Baltica boreală, Pajiști cu Molinia pe soluri calcaroase, turboase sau argilos-nămoloase (Molinion caeruleae), Golfuri mici largi și golfuri puțin adânci, Pășuni din zone de pădure fino-scandinave.
La baza desemnării sitului se află o specie protejată de  nevertebrate: Osmoderma eremita.